# ベラルーシ内務省
ベラルーシ共和国内務省（ベラルーシ語: Міністэрства ўнутраных справаў Рэспублікі Беларусь、ロシア語: Министерство внутренних дел Республики Беларусь）とは、ベラルーシ共和国の内政を管掌する機関。ベラルーシの警察機関。ソビエト連邦内務省時代の制度に従い、軍事組織ベラルーシ国内軍を有する。

## 機構
内務相
- 本部
- 内査局
- 体制・秘密活動局
- 監督・監査局
- 軍事動員局
- 特殊テロ対策部隊「アルマーズ」（Алмаз）（ベラルーシ語版、ロシア語版、英語版）
- 刑執行部
- 会計・後方部
- 情報分析局
- ベラルーシ・スポーツ連盟「ディナモ」

内務第一次官/刑事民警総局長
- 刑事民警総局
  - 刑事捜索局
  - 麻薬監督・人身売買対抗局
  - 経済犯罪対策局
- 捜査活動総局
- 組織犯罪および汚職対策総局（ベラルーシ語版、ロシア語版、英語版）
- ベラルーシ共和国インターポール国家中央局
- ハイテク分野犯罪摘発局

内務次官/公安民警・特殊民警総局長
- 公安民警・特殊民警総局
- 警備部
- 市民権・移民部
- 住民パスポート局
- 特殊警邏・詰所勤務部隊「ストレラ」（Стрела）

内務次官/国内軍司令官
- 国内軍司令官総局
- ベラルーシ共和国軍事アカデミー国内軍学部

内務次官/予審総局長
- 予審総局
- 国家刑事鑑定センター

内務次官/人事総局長
- 人事総局
- 国際協力局
- 情報・社会関係局

## 歴代内務相
- ウラジーミル・ナウモフ民警中将（2000年 -）